# Jaciara
Jaciara là một đô thị thuộc bang Mato Grosso, Brasil. Đô thị này có diện tích 1658,72 km², dân số năm 2007 là 25028 người, mật độ 15,09 người/km².